# 有馬あきこ
有馬 あきこ（ありま あきこ、1975年12月15日 - 2010年4月26日から2016年9月の間）は、日本の実業家、ウェブデザイナー、ウェブクリエーター。本名、有馬 晶子（読み同じ）。
有限会社オン・ザ・エッヂ（後に株式会社ライブドア→LDH）創業者の1人で、取締役、クリアキューブ代表取締役を歴任。
日本のウェブクリエーターの草分けの1人と評されている。

## 人物
1975年、東京都生まれ。父は商社勤めを経て30代半ばでアパレル関係の事業を立ち上げた起業家。頻繁に父の会社に遊びに行っていたという。
パソコンには小学校5年生から親しんでいて、将来はプログラマーになりたいと思っていた。高校時代は美術サークルにいた。
1996年（平成8年）4月、堀江貴文らとともに有限会社オン・ザ・エッヂを設立（なお、堀江と同じく会社設立後に大学を中退している）。開業資金には、父からの出資600万円が用いられ、社長には堀江が就任、自身は取締役として総務、経理を担当したほか、ウェブデザイナーとしても活動していたが、経営方針の違いなどからオン・ザ・エッヂを退社、2001年にクリアキューブを設立し代表取締役に就任した。
本業以外では「けん引車に萌える」と言うほどの鉄道好きで、『ミラクル☆トレイン』プロジェクトの中心人物であった。
自身のTwitterを2010年4月26日に更新したのを最後に消息が定かでない状況にあったが、2016年、元パートナーであった堀江が著書『ウシジマくんVS.ホリエモン 人生はカネじゃない！』にて、有馬の急死について言及。「彼女は彼女で、別の幸せを見つけてほしいと心から願っていた」 と振り返っている。